# Bahnhof Avignon TGV

Der Bahnhof  Avignon TGV (französisch Gare d’Avignon TGV) ist ein Fernverkehrsbahnhof im Süden der französischen Stadt Avignon, im Département Vaucluse. Er befindet sich etwa drei Kilometer südlich des Zentrums und liegt an der Schnellfahrstrecke Méditerranée zwischen Lyon und Marseille. Der Bahnhof ging am 10. Juni 2001 mit der Schnellfahrstrecke in Betrieb. Da die Station zwei mittigliegende Durchfahrtsgleise besitzt, kann sie von TGV-Zügen mit hohen Geschwindigkeiten durchfahren werden. Der Bahnhof hat direkte Verbindungen u. a. nach Paris, Marseille, Lyon, Nizza, Lille, Brüssel, Straßburg und Genf. Auch das zum 23. März 2012 eingeführte TGV-Zugpaar Frankfurt am Main–Marseille hält hier. Darüber hinaus kann man von hier einmal täglich direkt nach Barcelona und Madrid fahren.

## Gebäude
Das Bahnhofsgebäude entstand als Schalentragwerk in Stahlbaukonstruktion. Der Entwurf wurde von Jean-Marie Duthilleul vom Architekturbüro AREP der SNCF verantwortet. Das Gebäude ist 14,5 Meter hoch. Baubeginn war 1998.

## Anbindung
Die Station wurde als typischer TGV-Bahnhof an einer Schnellfahrstrecke errichtet, verfügt aber mittlerweile über einen Anschluss an das übrige Schienennetz. Seit Dezember 2013 gibt es sowohl eine Schienenverbindung (Virgule d’Avignon) zwischen dem Bahnhof Avignon Centre und dem TGV-Bahnhof als auch eine Anbindung mit Transport express régional in Richtung Marseille-Saint-Charles (über Cavaillon). Diese war seit dem 27. Juni 2011 im Bau und verkürzt die Fahrzeit zwischen den beiden Bahnhöfen in Avignon von früher 10 bis 17 Minuten auf 5 Minuten. Die Kosten betragen 37,25 Millionen Euro. Während der Woche verkehren pro Tag 35 Züge pro Richtung und ergeben einen Stundentakt; während der Hauptverkehrszeit verkehrt alle 20 Minuten ein Zug.
Viele Fahrgäste reisen mit dem Kraftfahrzeug oder mit Linienbussen zum Bahnhof. Es existiert ein zur  Innenstadt von Avignon verkehrender städtischer Pendelbus (Linie 20), der allerdings nicht den Stadtbahnhof Avignon Centre direkt bedient.
Westlich des Bahnhofs (in Richtung Paris/Nîmes) befindet sich die Viaduktgabelung der Schnellfahrstrecken von Lyon in Richtung Nîmes einerseits und in Richtung Marseille über Avignon bzw. von Marseille über Avignon nach Nîmes andererseits.

## Gleisanlage
Der Bahnhof besteht aus zwei in der Mitte befindlichen Durchfahrgleisen, an die sich beidseitig ein Bahnsteiggleis anschließt. Die beiden Bahnsteiggleise besitzen auf der östlichen Seite (Richtung Marseille) nur eine Schutzweiche. Auf der Westseite führen die beiden Weichen, die die Funktion einer Schutzweiche erfüllen, in Abstellgleise für Bahndienstfahrzeuge, die ihrerseits mit einer Schutzweiche gegen das Bahnhofgleis ausgestattet sind. Dahinter verzweigt sich die Strecke mit Schnellfahrweichen in die beiden Äste nach Paris und Nîmes und führt danach über die Rhonebrücken (Viaducs d’Avignon). Beidseitig des Bahnhofes befindet sich in den Durchfahrgleisen eine einfache Weichenverbindung; über diese kann, vom Bahnhof her gesehen, vom nördlichen ins südliche Streckengleis gewechselt werden. Die östliche Weichenverbindung der Streckengleise befindet sich in der Überdeckung von Avignon.
Für die Nahverkehrszüge wurden zwei mit den HGV-Gleisen nicht verbundene und als A und B bezeichnete Stumpfgleise im nordöstlichen Bereich des Bahnhofs gebaut.

## Galerie

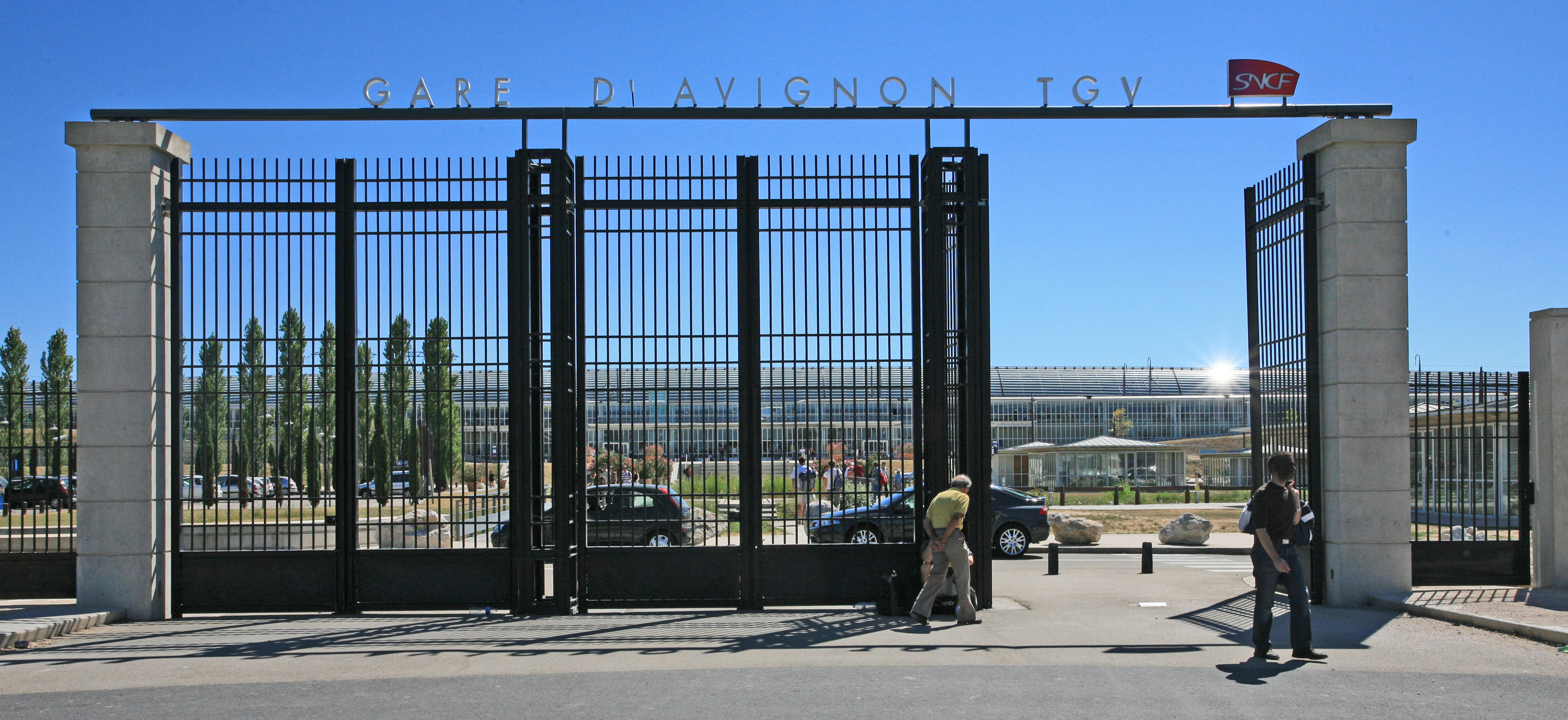
Eingang zum Bahnhof Avignon TGV
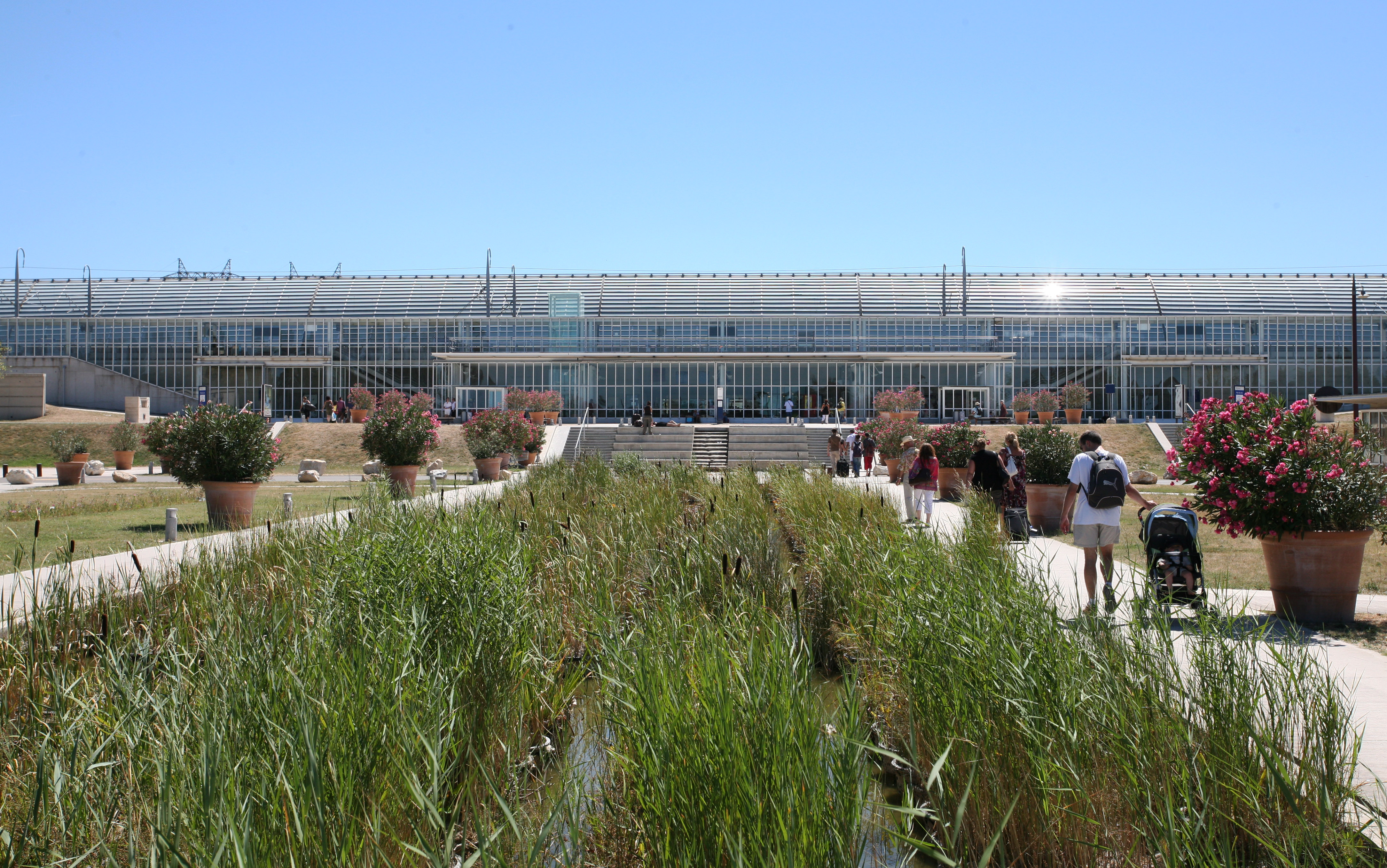
Vor dem Bahnhof angelegter Garten
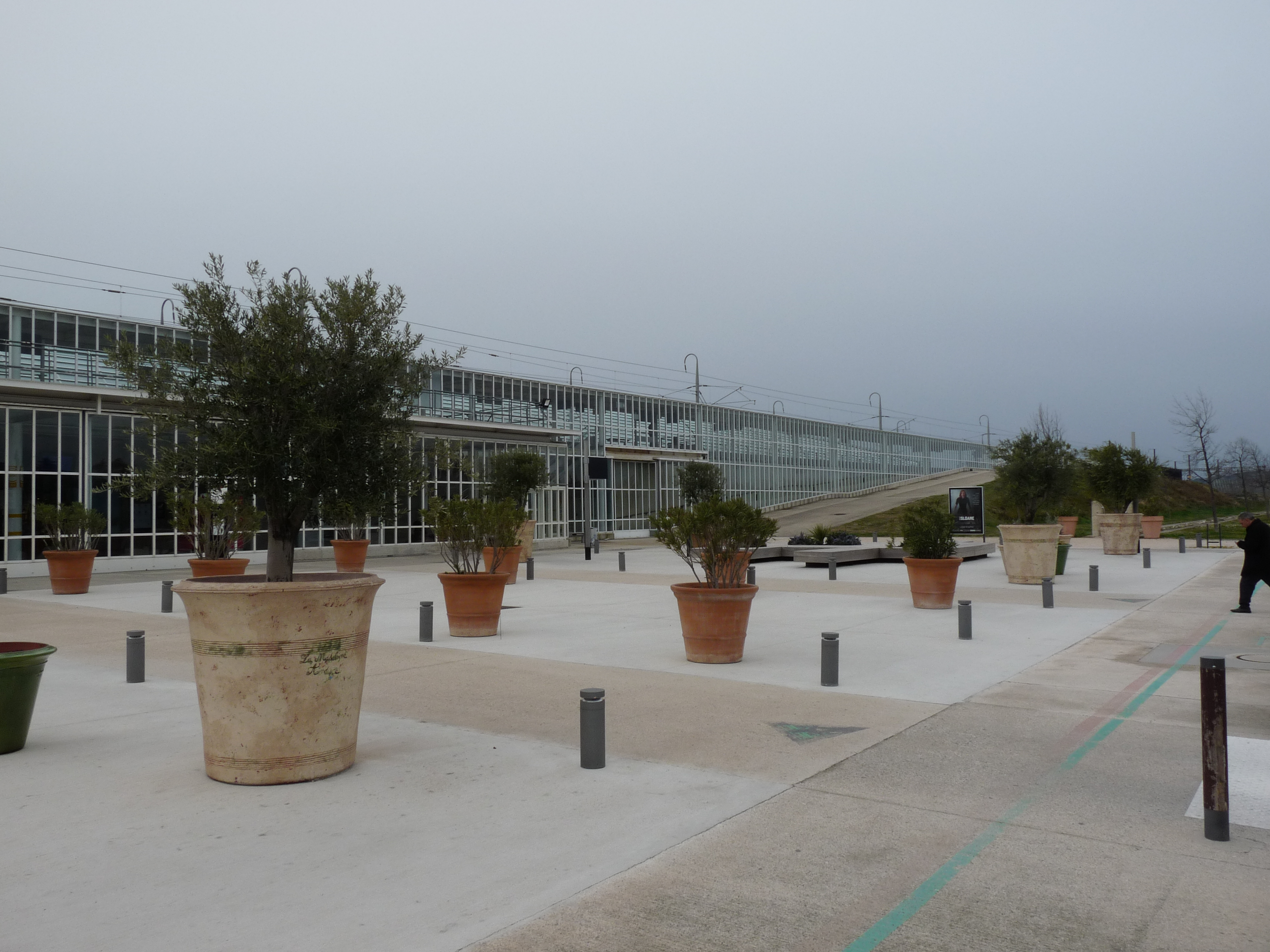
Mediterran anmutendes Flair
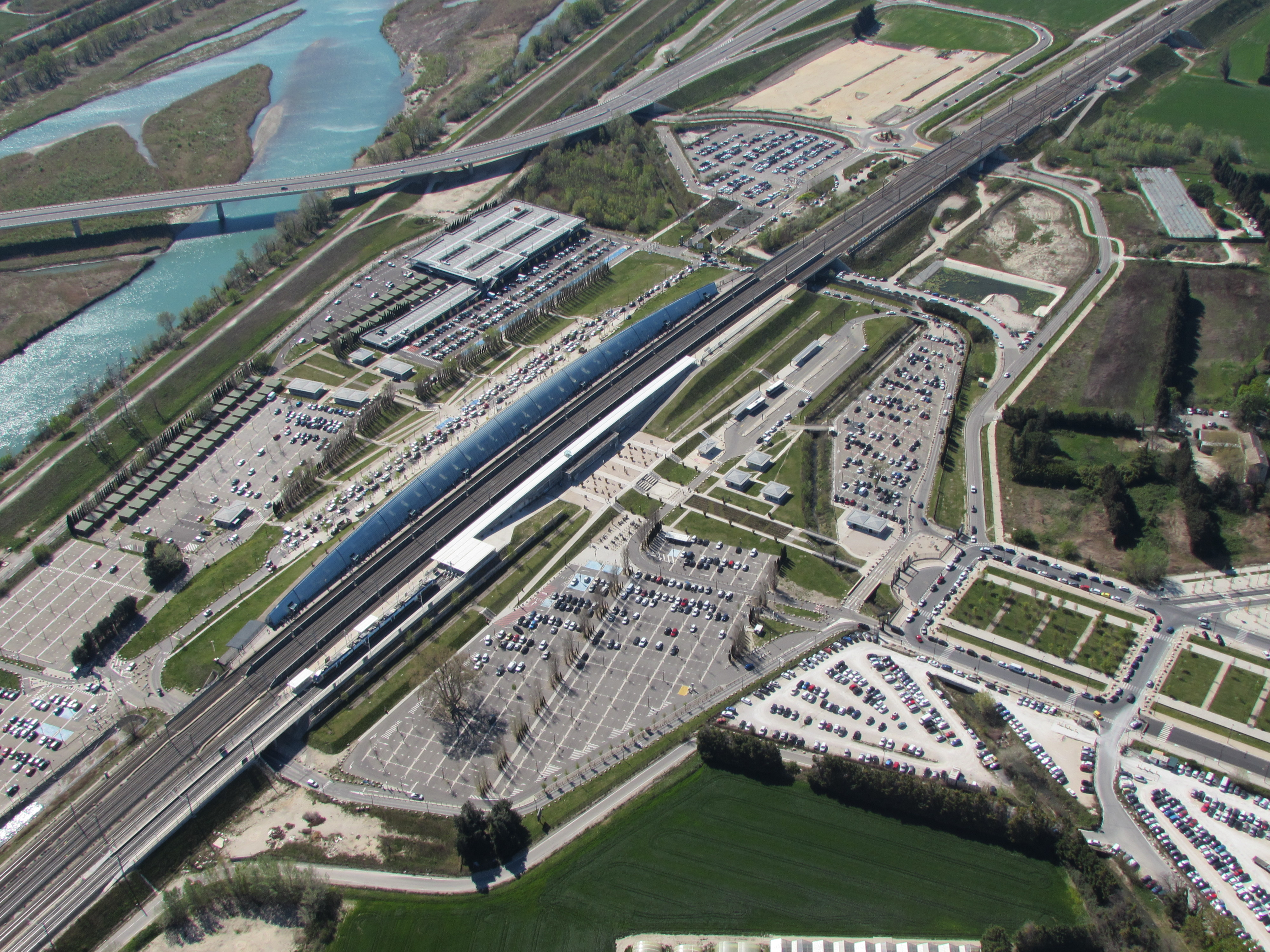
Der Bahnhof aus der Vogelperspektive
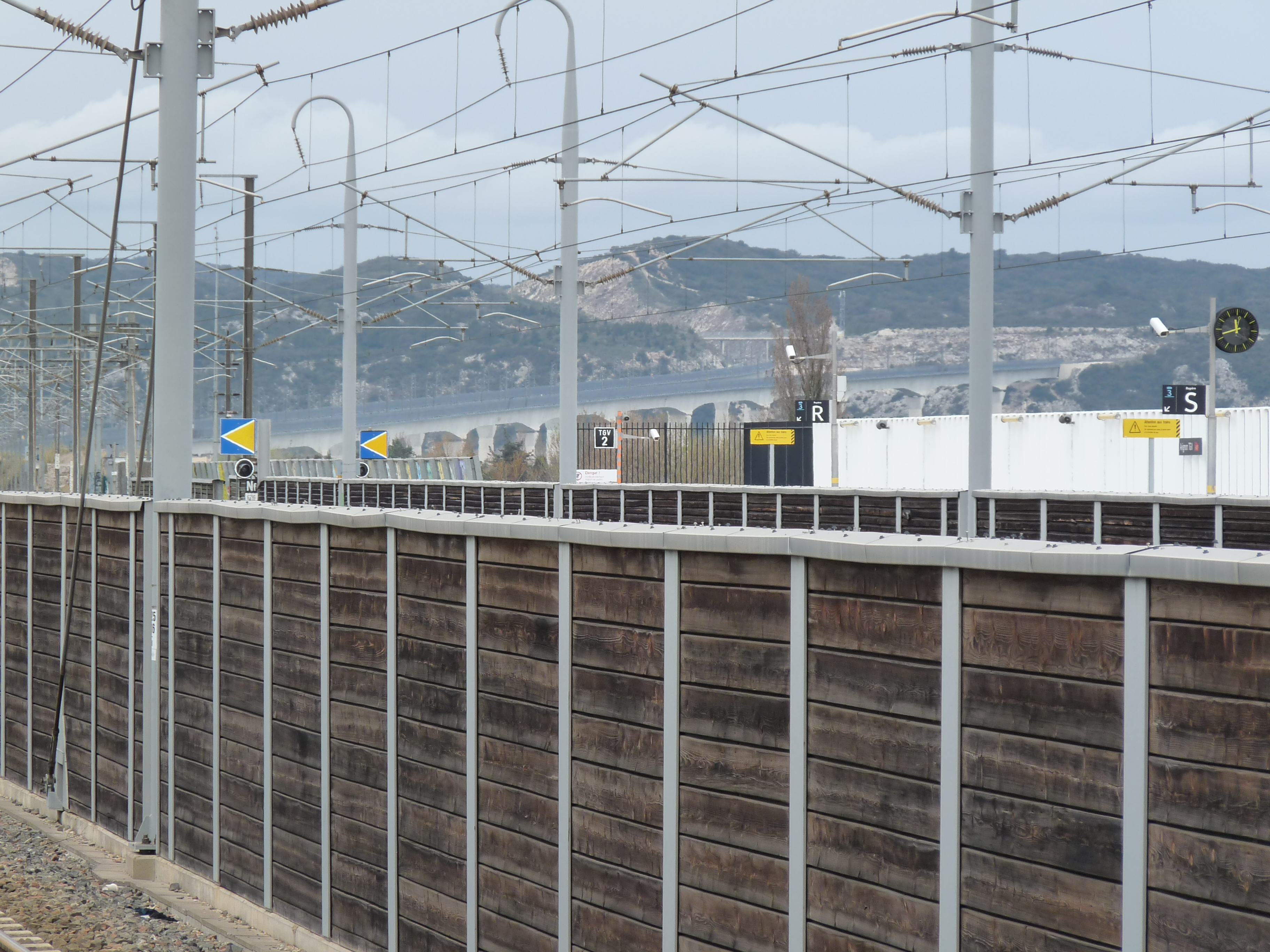
Blick auf die Schnellfahrstrecke am Bahnhof Avignon TGV